# Avoch
Avoch (Schots-Gaelisch: Abhach, monding van de stroom) is een havenstadje in het oosten van de Schotse Hooglanden dat zich bevindt op het schiereiland Black Isle aan de inham Morray Firth en heeft ongeveer 900 inwoners.
Volgens de legende zou het dorpje zijn gesticht door overlevenden van de Spaanse Armada.
Veel van de welvaart van Avoch kwam vroeger van de visserij, maar de laatste jaren is de vissersindustrie verhuisd naar het naburige havenstadje Cromarty. Veel van de inkomsten komen nu van toeristen die komen kijken naar de dolfijnen in Morray Firth.
Ormond Castle soms ook Avoch Castle genoemd bevindt zich in het dorp en was vroeger bezit van Willem I van Schotland.